# Палаццо Дона
Палаццо Дона́ (також відомий як палац Дона-Санджантоффетті, італ. Palazzo Donà або італ. Palazzetto Sangiantoffetti Donà) — венеційський палац у районі Санта-Кроче на Гранд-каналі.

## Історія
Невеликий будинок зведений у XVIII сторіччі. Власниками була родина Санджіантоффетті, яка перебралася з міста Віченца й «купила» шляхетський титул у нагороду за те, що погодилася поповнити венеційську скарбницю для ведення Критської війни (1645–1669).
2011 року після зйомок фільму «Турист» будинок  за 10 млн євро придбав американський актор Джонні Депп.

## Опис
Палац розташований у районі (сест'єре) Санта-Кроче на правому березі Великого каналу поруч із Ка' Пезаро,  палацом Корреджо  і  .

## Галерея

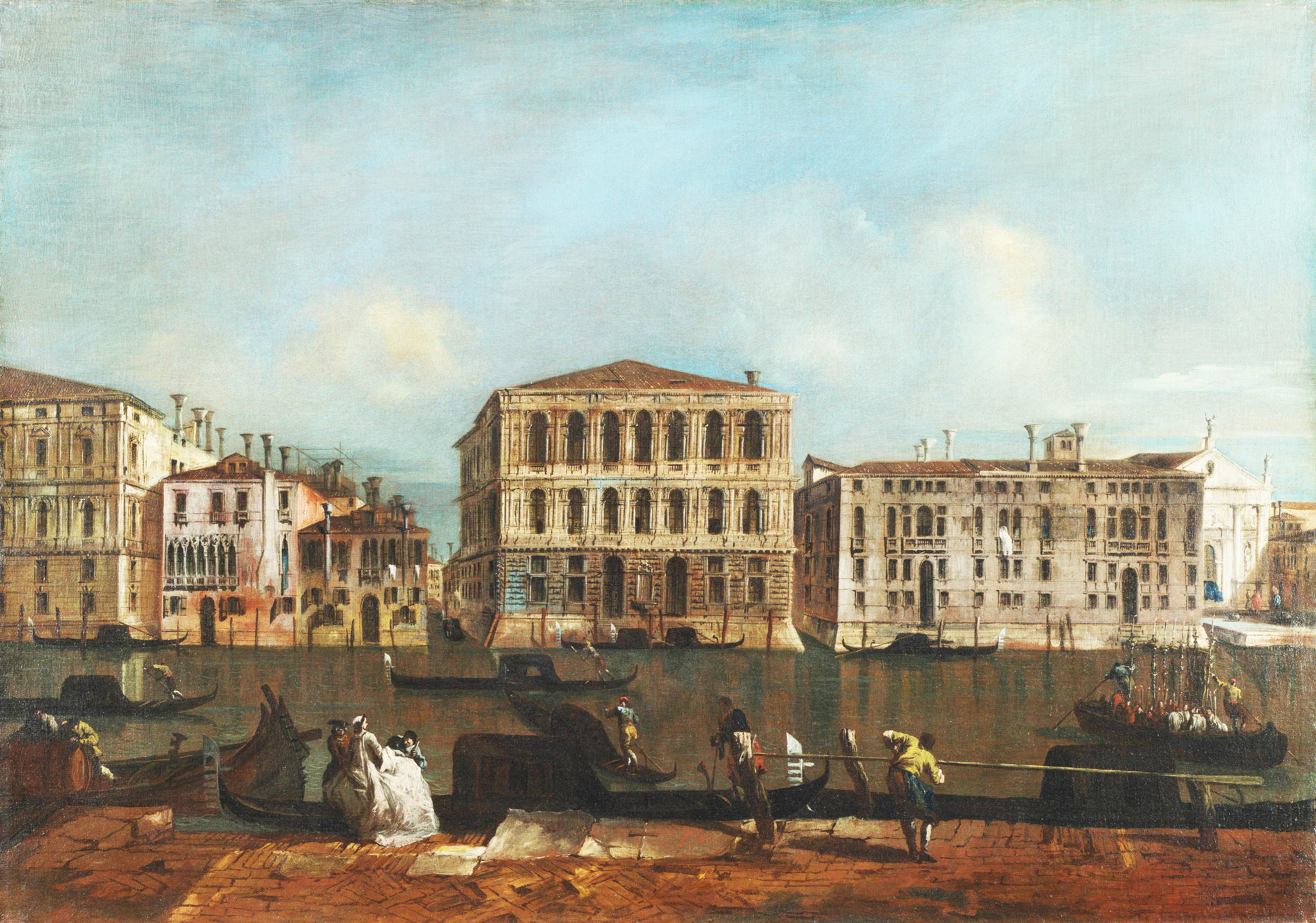
Будинок Дона (третій зліва) на картині Франческа Ґварді, між 1755 і 1760
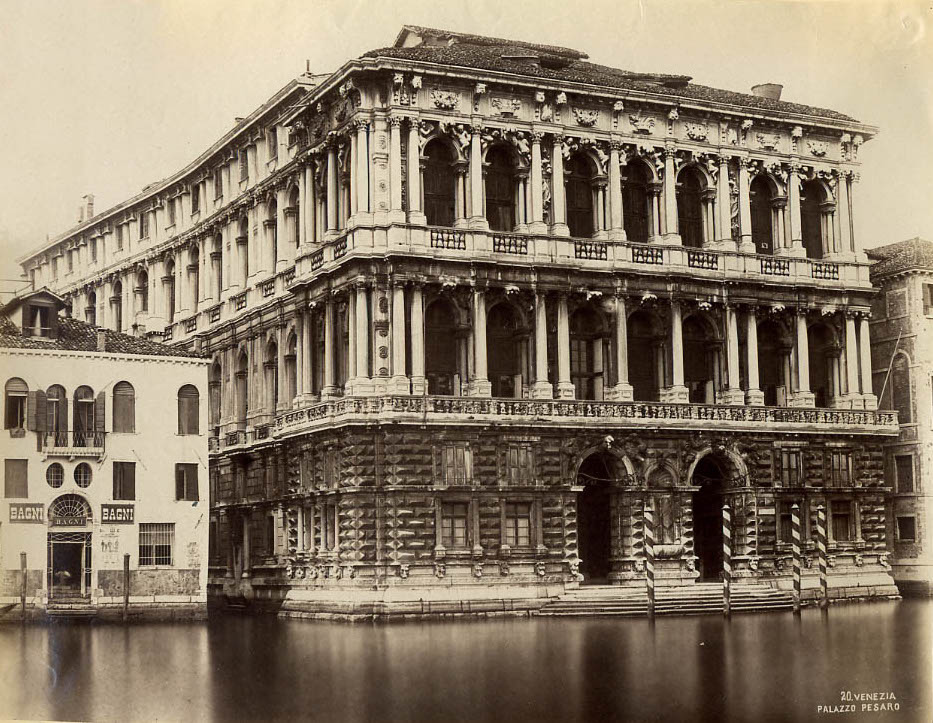
Будинок Дона (зліва), ХІХ ст.
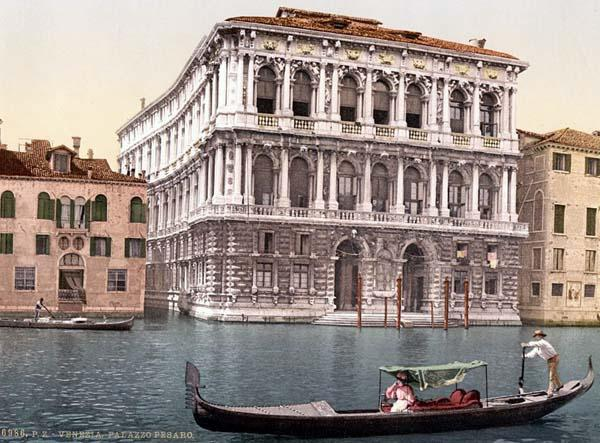
Розфарбоване фото 1890-х